# Майдан (Отвоцький повіт)
Майдан (пол. Majdan) — село в Польщі, у гміні Вйонзовна Отвоцького повіту Мазовецького воєводства.
Населення — 728 осіб (2011).
У 1975—1998 роках село належало до Варшавського воєводства.

## Демографія
Демографічна структура станом на 31 березня 2011 року:
|          | Загалом | Допрацездатний вік | Працездатний вік | Постпрацездатний вік |
| -------- | ------- | ------------------ | ---------------- | -------------------- |
| Чоловіки | 344     | 96                 | 221              | 27                   |
| Жінки    | 384     | 91                 | 226              | 67                   |
| Разом    | 728     | 187                | 447              | 94                   |